# Útěk

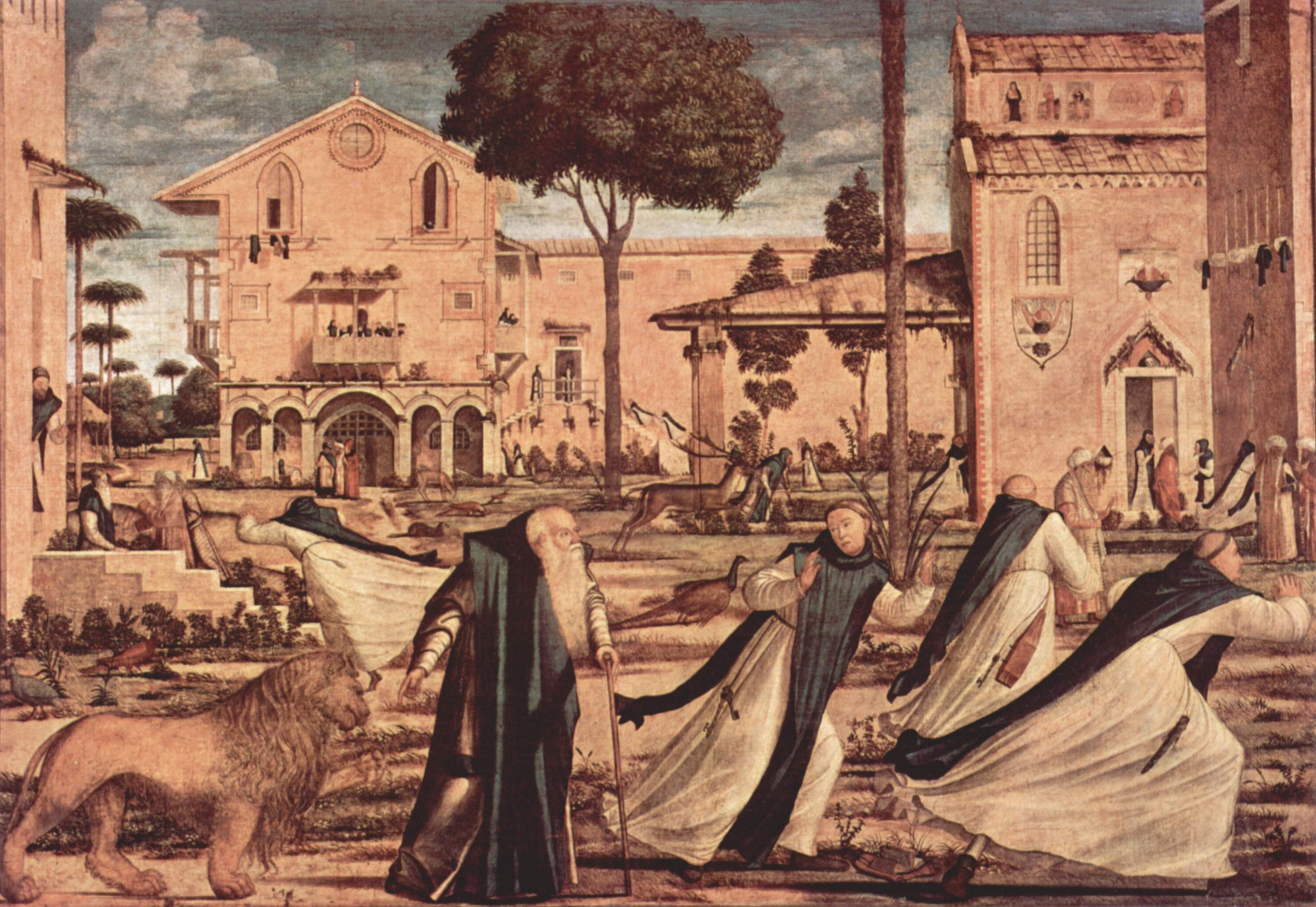
Svatý Jeroným se lvem v klášteře (malba Vittora Carpaccia, kolem roku 1505). Mniši vnímají lva jako nebezpečí a prchají před ním.

Útěk je prvotní přirozená instinktivní reakce na nebezpečí, na skutečné či domnělé (existenční) ohrožení nebo jako neočekávaně nastalá situace. Nejčastěji bývá útěk náhlý a spěšný, v jiném smyslu se však může jednat též o předem promyšlený čin, například při emigrace z místa či země trvalého pobytu.
Spěšný pohyb pryč z ohrožení má často náhodný či chaotický směr a pohyb, útěk však může být také promyšlené vyhledání útočiště s jasným konkrétním cílem.
Utíkající osoby jsou označovány jako „útěkáři“. Utečené osoby jsou označovány jako „utečenci“. Utíkající, prchající nebo uprchlé osoby jsou označovány jako „uprchlíci“.